# جون تشيبمان كير
جون تشيبمان كير هو عسكري كندي، ولد في 11 يناير 1887 في Fox River, Nova Scotia ‏ في كندا، وتوفي في 19 فبراير 1963 في بورت مودي في كندا.